# Обратное загрязнение
Обратное загрязнение — теоретическая возможность занесения на Землю неизвестных внеземных инфекций из космического пространства. Впервые теория обратного загрязнения была выдвинута сотрудниками НАСА в начале 1960-х годов, на этапе подготовки запуска космического корабля «Аполлон-11».
Учёные полагали, что на лунной поверхности или же в её недрах с высокой долей вероятности могут находиться «вредные чужеродные организмы». Отталкиваясь от этого, было принято решение о необходимости введения карантина для вернувшихся из лунной экспедиции астронавтов, а также космического корабля и доставленных с Луны образцов грунта. Срок карантина был определён в 21 день. Помимо этого в Хьюстоне была создана специальная лаборатория по приёму лунного грунта, куда и доставлялись все взятые на Луне образцы. Однако по мере приближения запуска первых людей на Луну, в американском обществе стали высказываться сомнения относительно необходимости таких мер предосторожности, поскольку трёхнедельный карантин ложился дополнительным бременем на плечи астронавтов. На определённом этапе сотрудники НАСА, признали что карантинные меры могут быть ослаблены, что вызвало дискуссию в обществе. Газета «Нью-Йорк таймс» писала, что ослабление карантина может привести к «непредсказуемым, но, вполне вероятно, гибельным последствиям», в свою очередь журнал «Science», отвечая газете, указывал, что не подвергавшийся никакому карантину материал луны, выброшенный в космическое пространство при ударах метеоритов о её поверхность, попадал на Землю в течение миллиардов лет, и миллионы тонн его накопились на поверхности Земли, не принеся никакого вреда её жителям, в доказательства своих слов редактор издания был готов съесть пробу нестерилизованной лунной пыли, дабы доказать её безвредность для человеческого организма. Позже американский генетик и биохимик Джошуа Ледерберг писал что, если бы кто-нибудь из ответственных научных консультантов НАСА верил в возможность заражения и расценивал бы такой риск как достаточно высокий, НАСА получило бы приказ об отмене полёта с человеком на борту.
Однако карантинные меры все же были приняты и строго соблюдались для первых полётов на Луну, позже от них отказались, последними подверглись карантину астронавты миссии «Аполлон-14».